# Curry County (New Mexico)
Curry County ist ein County im Osten des Bundesstaates New Mexico der Vereinigten Staaten. Das County hat 48.376 Einwohner. Der Verwaltungssitz (County Seat) ist Clovis. Das County wurde benannt nach George Curry, einem Gouverneur von New Mexico in den Jahren 1907–1910.

## Geographie
Das County hat eine Fläche von 3.646 Quadratkilometern; davon sind 4 Quadratkilometer (0,12 Prozent) Wasserflächen. Das County grenzt im Uhrzeigersinn an die Countys: Quay County, Roosevelt County, Bailey County (Texas), Parmer County (Texas) und Deaf Smith County (Texas).

## Geschichte

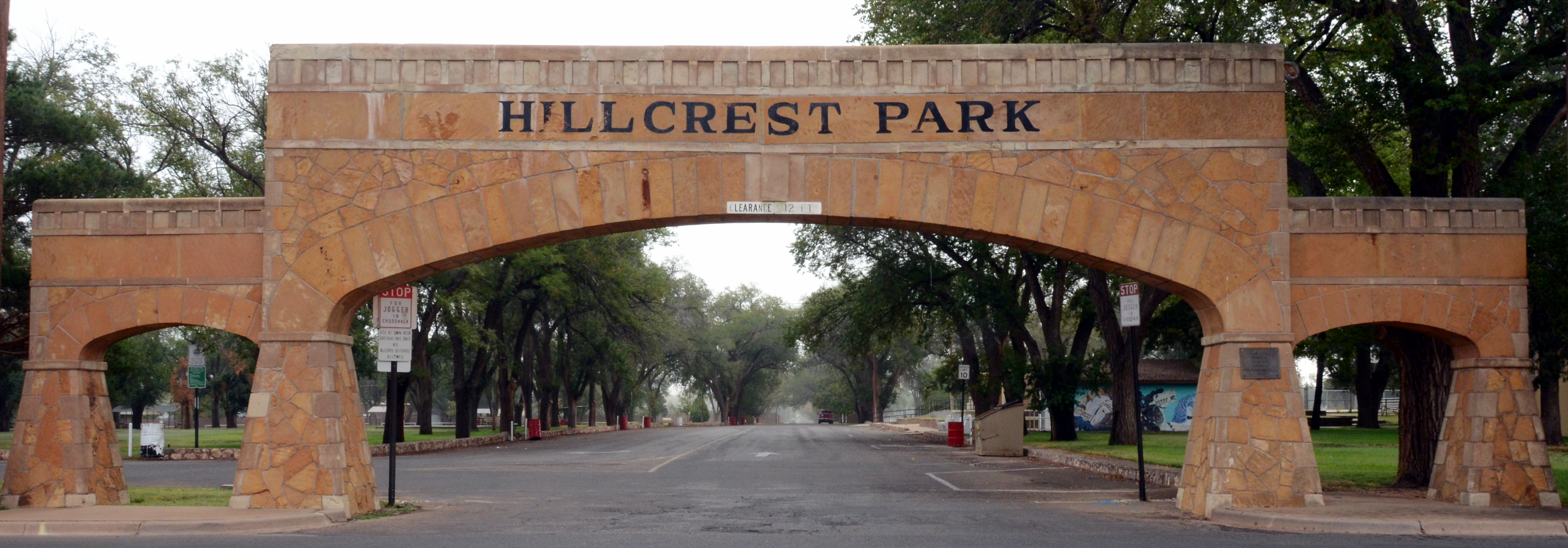
Der im NRHP eingetragene Hillcrest Park Archway (2012)

Elf Bauwerke und Stätten des Countys sind im National Register of Historic Places eingetragen (Stand 17. Februar 2018).

## Demografische Daten
Nach der Volkszählung im Jahr 2000 lebten im County 45.044 Menschen. Es gab 16.766 Haushalte und 11.870 Familien. Die Bevölkerungsdichte betrug 12 Einwohner pro Quadratkilometer. Ethnisch betrachtet setzte sich die Bevölkerung zusammen aus 72,40 % Weißen, 6,86 % Afroamerikanern, 1,00 % amerikanischen Ureinwohnern, 1,78 % Asiaten, 0,13 % Bewohnern aus dem pazifischen Inselraum und 14,08 % aus anderen ethnischen Gruppen; 3,75 % stammten von zwei oder mehr ethnischen Gruppen ab. 30,38 % der Bevölkerung waren spanischer oder lateinamerikanischer Abstammung.
Von den 16.766 Haushalten hatten 38,00 % Kinder und Jugendliche unter 18 Jahre, die bei ihnen lebten. 54,00 % waren verheiratete, zusammenlebende Paare, 12,80 % waren allein erziehende Mütter. 29,20 % waren keine Familien. 25,50 % waren Singlehaushalte und in 9,00 % lebten Menschen im Alter von 65 Jahren oder darüber. Die Durchschnittshaushaltsgröße betrug 2,62 und die durchschnittliche Familiengröße lag bei 3,15 Personen.
Auf das gesamte County bezogen setzte sich die Bevölkerung zusammen aus 30,10 % Einwohnern unter 18 Jahren, 11,50 % zwischen 18 und 24 Jahren, 28,80 % zwischen 25 und 44 Jahren, 18,10 % zwischen 45 und 64 Jahren und 11,50 % waren 65 Jahre alt oder darüber. Das Durchschnittsalter betrug 31 Jahre. Auf 100 weibliche Personen kamen 97,60 männliche Personen, auf 100 Frauen im Alter ab 18 Jahren kamen statistisch 94,30 Männer.

Das jährliche Durchschnittseinkommen eines Haushalts betrug 28.917 USD, das Durchschnittseinkommen der Familien betrug 33.900 USD. Männer hatten ein Durchschnittseinkommen von 25.086 USD, Frauen 19.523 USD. Das Prokopfeinkommen betrug 15.049 USD. 19,00 % der Bevölkerung und 15,50 % der Familien lebten unterhalb der Armutsgrenze. 25,10 % davon waren unter 18 Jahre und 14,30 % waren 65 Jahre oder älter.

## Orte im Curry County
Im Curry County liegen vier Gemeinden, davon zwei Cities und zwei Villages. Zu Statistikzwecken führt das U.S. Census Bureau einen Census-designated place, der dem County unterstellt ist und keine Selbstverwaltung besitzt. Dieser ist wie die Unincorporated Communities gemeindefreies Gebiet.
| Cities - Clovis - Texico | Villages - Grady - Melrose |

Census-designated places (CDP)
| - Cannon Air Force Base |

andere Unincorporated Communities
| - Bellview - Broadview - Gallaher - Pleasant Hill | - Portair - Ranchvale - St. Vrain |